# Albion Motors
La Albion Motors è stata una società britannica specializzata nella produzione di veicoli commerciali. Fondata nel 1899, è stata acquistata dalla Leyland nel 1951. La produzione di veicoli è continuata fino al 1972, anno in cui il marchio Albion è stato ritirato dal mercato. L'impianto produttivo dell'azienda, tuttavia, ha continuato a operare e dal 1993 è di proprietà della Albion Automotive, azienda specializzata nella produzione di componenti per veicoli commerciali.

## Storia

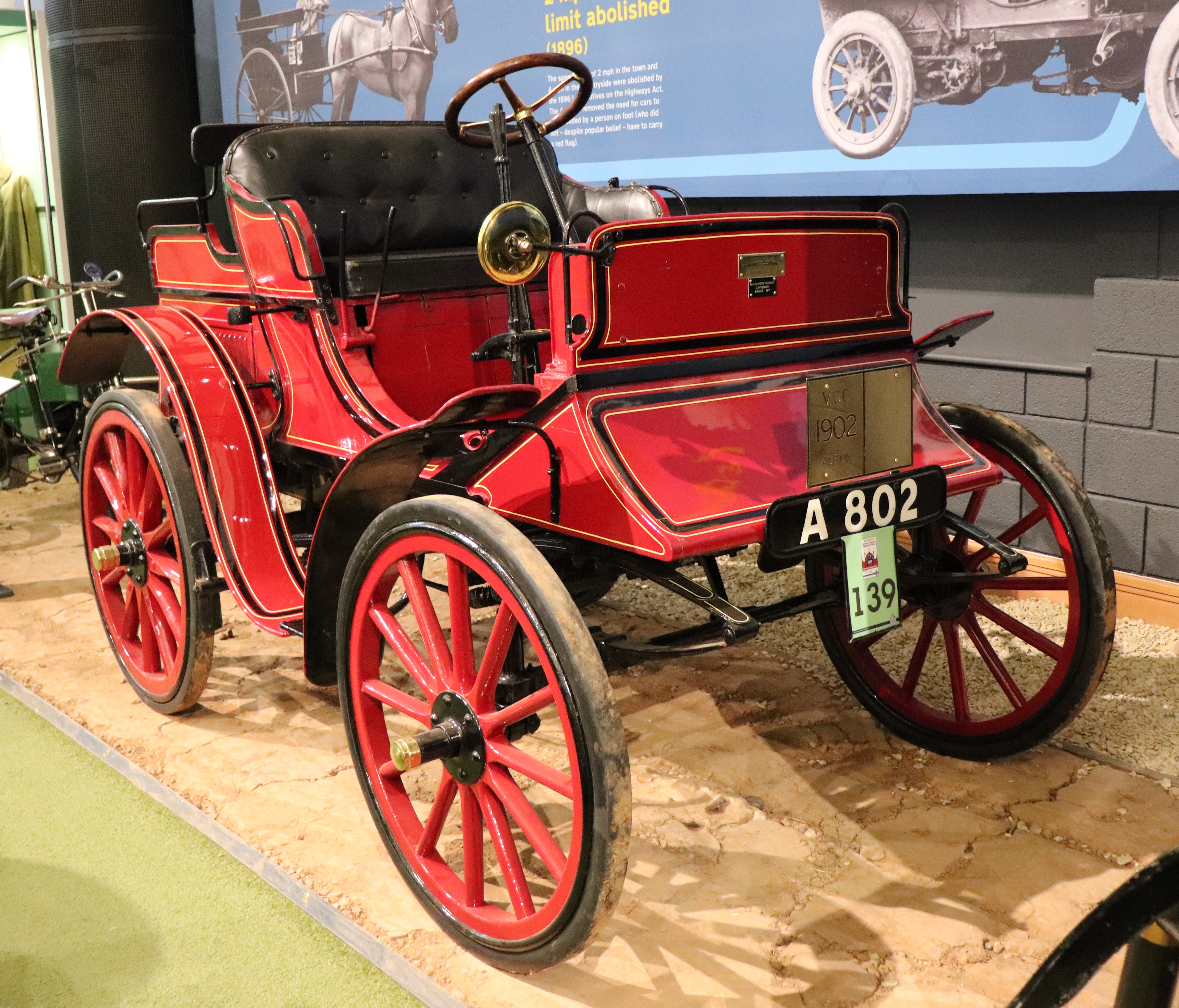
Una Albion del 1902

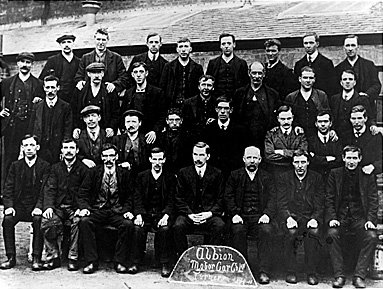
I dipendenti della Albion Motors nel 1911

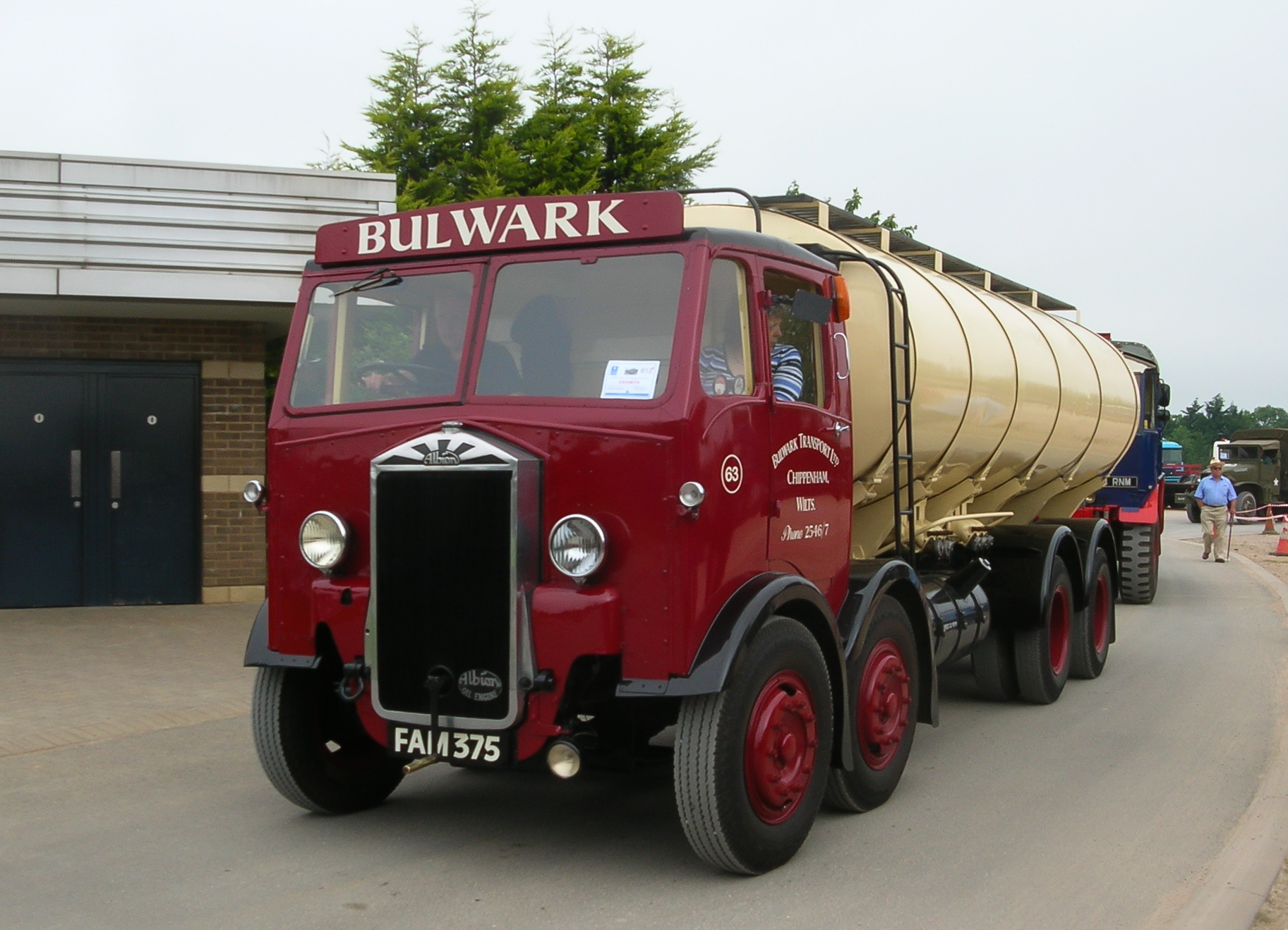
Albion CX7 del 1948

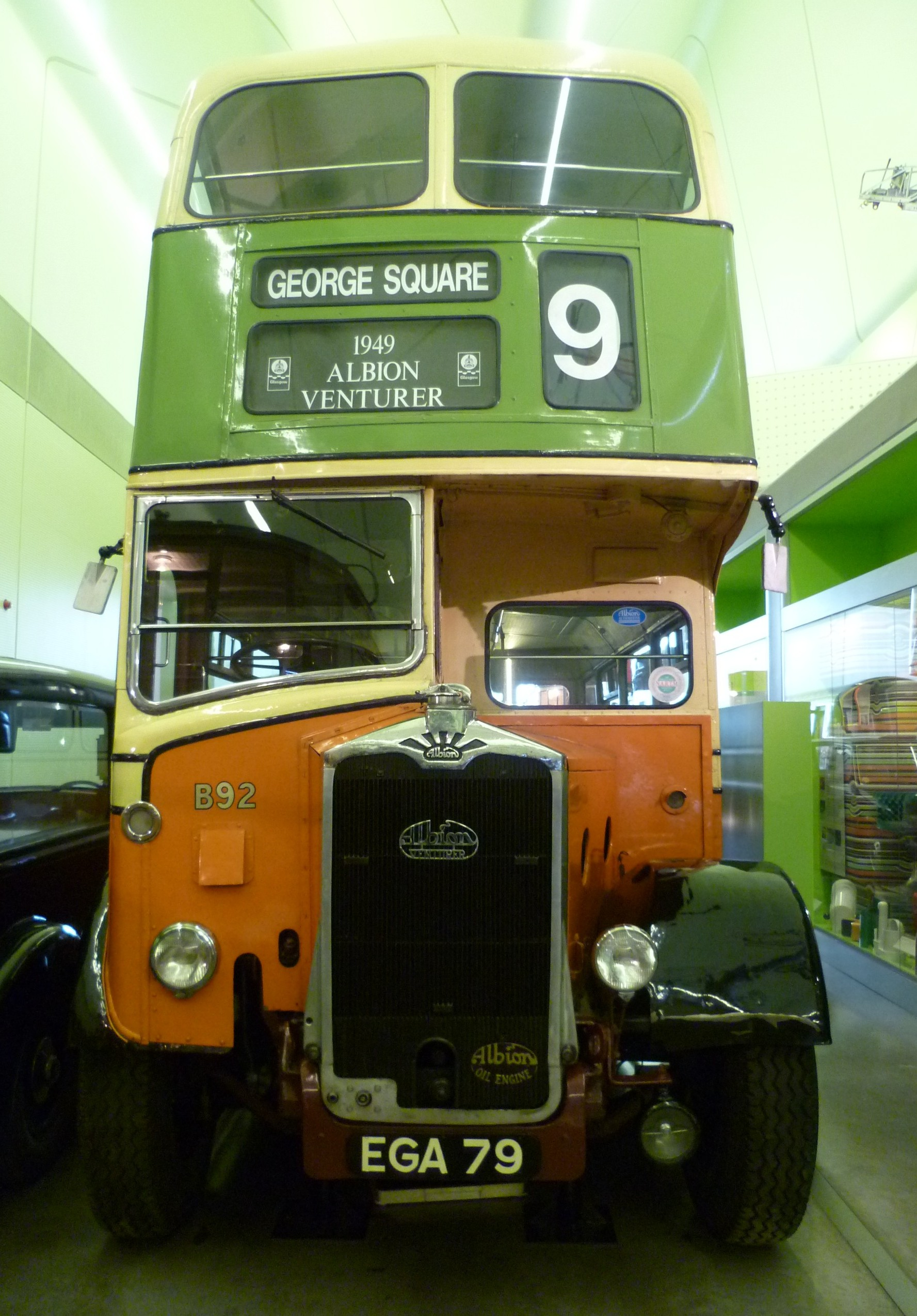
Albion Venturer del 1949

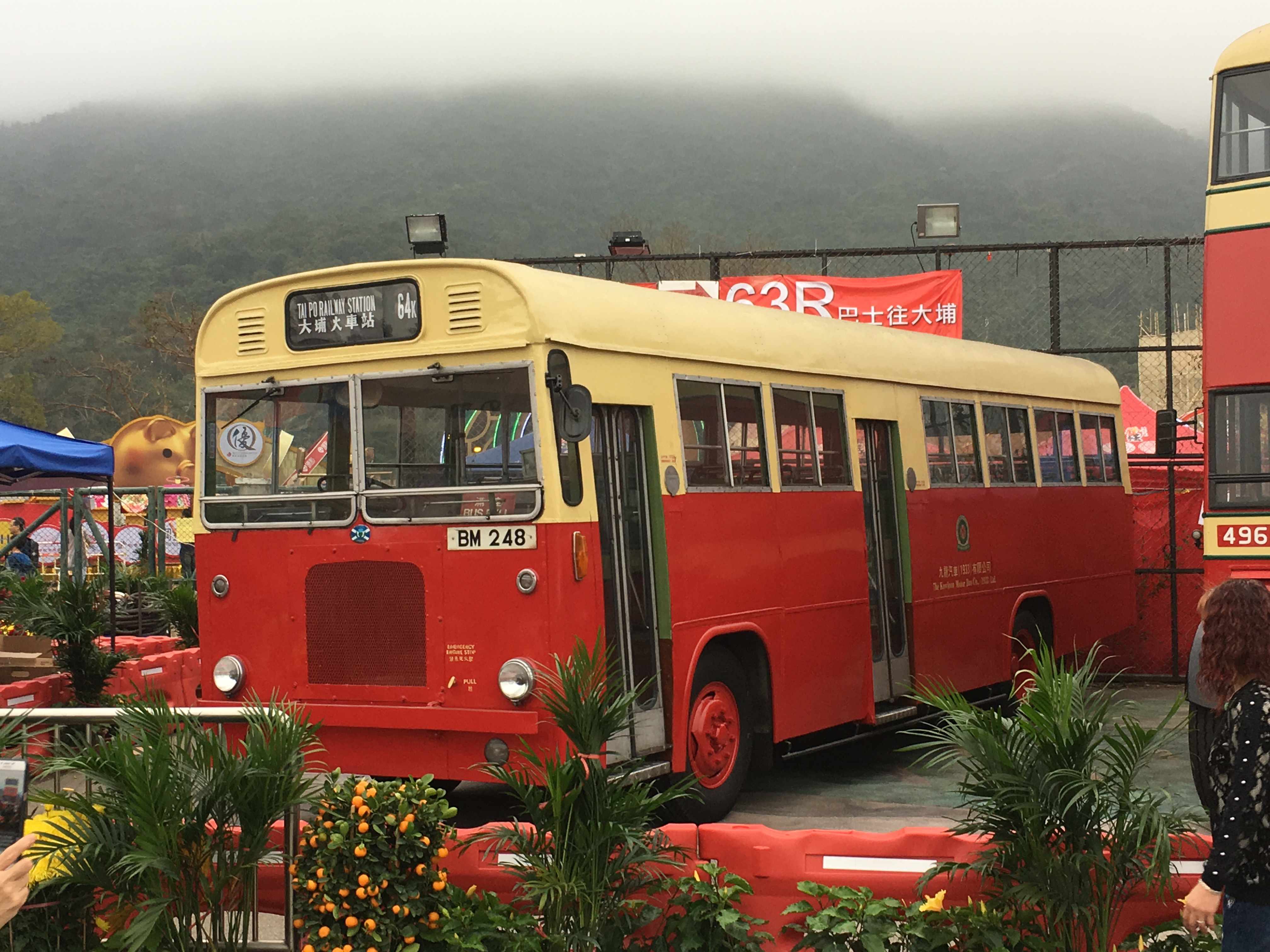
Un Albion Viking EVK preservato in un museo di Hong Kong

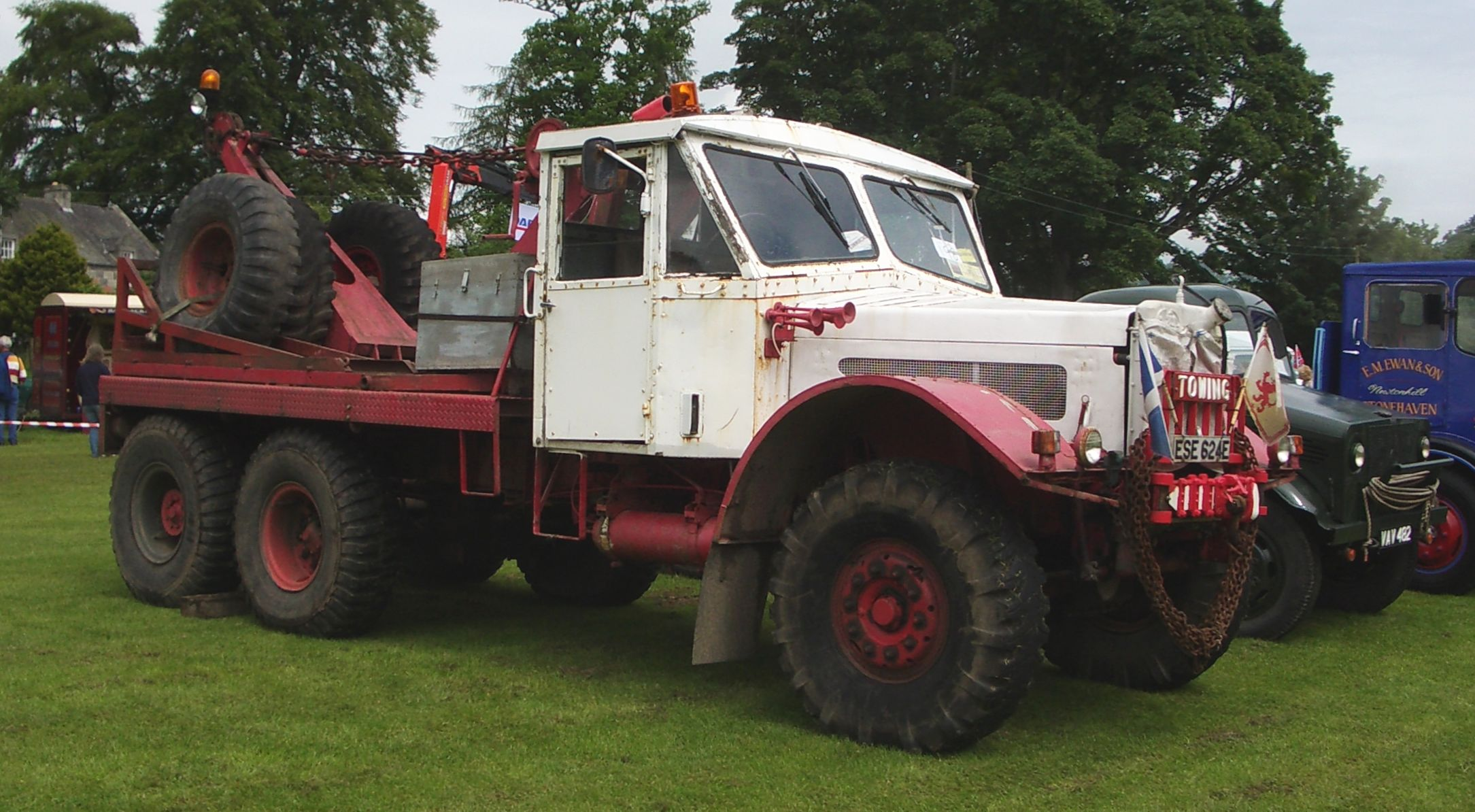
Albion CX24

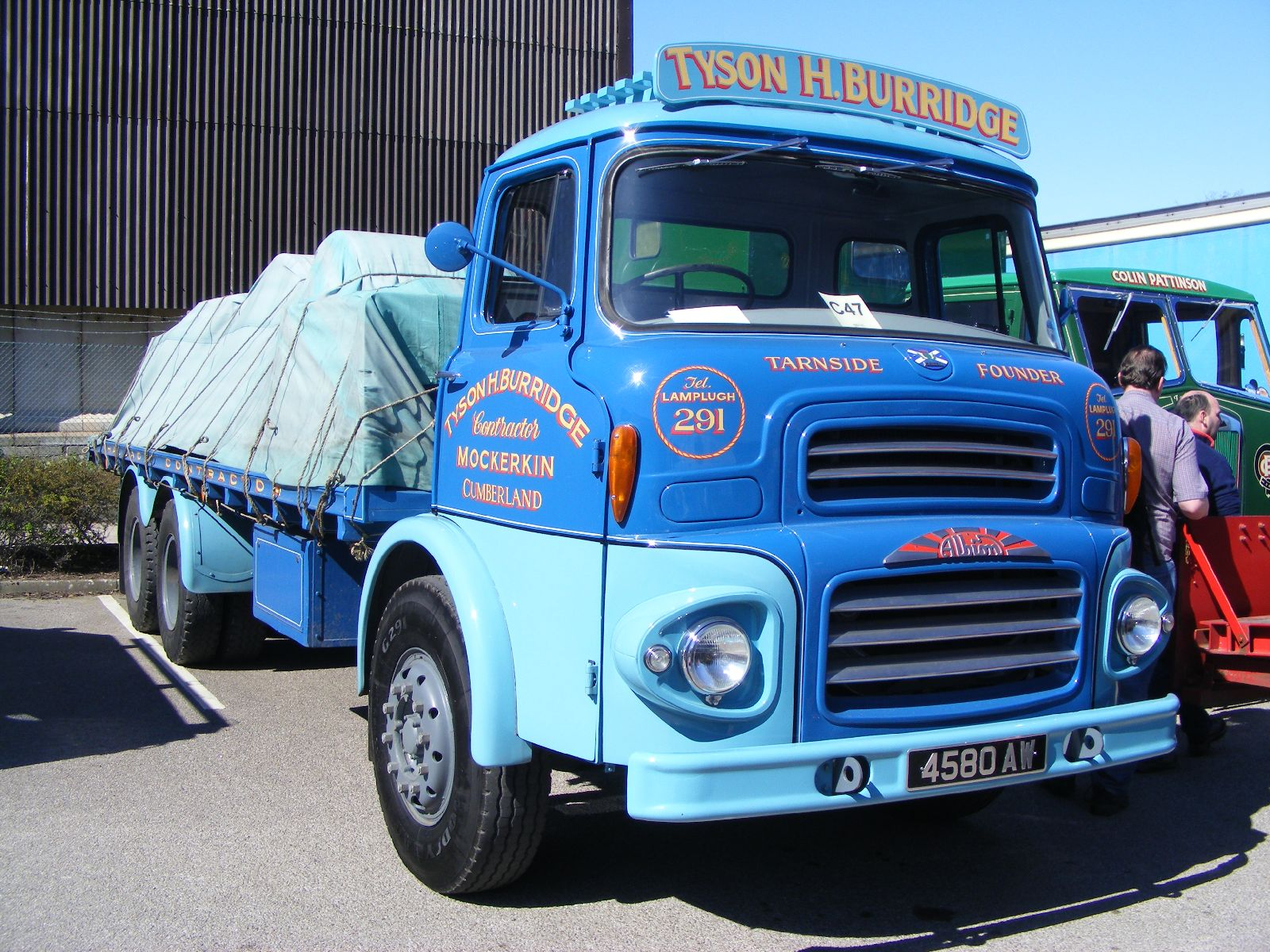
Albion Reiver del 1963

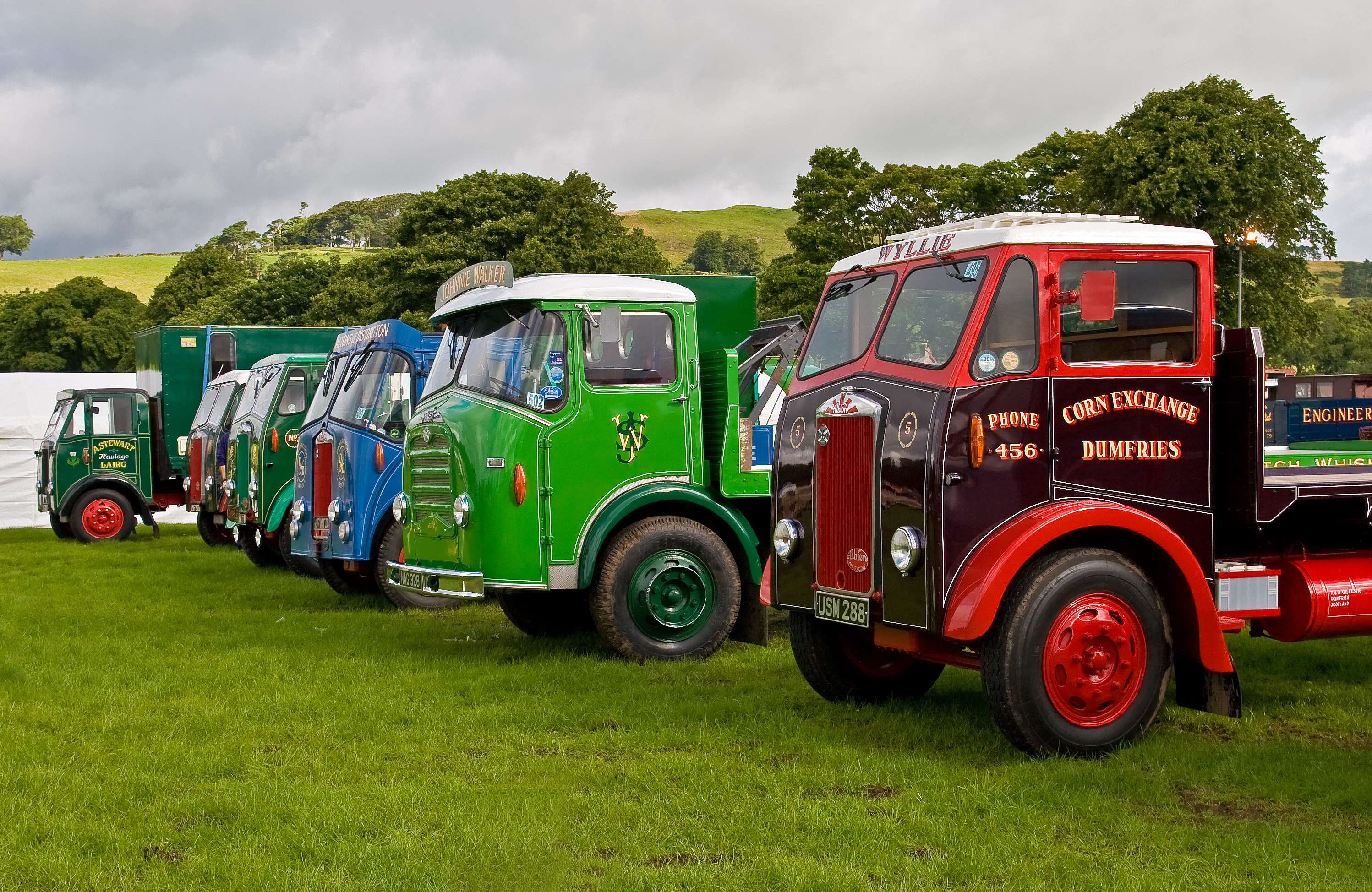
Alcuni camion Albion durante una mostra nel 2008

### Primi anni
L'azienda è stata fondata come Albion Motor Car Company da Thomas Blackwood Murray e Norman Osborne Fulton, due ex dipendenti della Arrol-Johnston. John Lamb Murray, padre di Thomas aveva finanziato la fondazione della società ipotecando una tenuta di sua proprietà a Biggar. Qualche anno dopo è entrato in società anche John F Henderson, che ha fornito un'ulteriore iniezione di capitale. La prima officina dell'azienda era situata al piano terra di un edificio a Glasgow e impiegava 7 dipendenti. Nel 1903 la Albion si è trasferita nello storico impianto nel quartiere di Scotstoun.
Nel 1900 l'azienda ha costruito la sua prima automobile, un carretto di legno verniciato equipaggiato con un motore bicilindrico da 8 cv. Nel 1903 è entrato in produzione un nuovo modello equipaggiato con un motore bicilindrico verticale da 16 cv, seguito nel 1906 da un quattro cilindri da 24 cv. Nel 1909 inizia la produzione di veicoli commerciali, che diventa rapidamente la principale attività della Albion. Nel 1915 termina la produzione di automobili. Le ultime vetture passeggeri costruite erano equipaggiate con un motore 4 cilindri monoblocco da 15 cv.
Durante la prima guerra mondiale la Albion ha costruito numerosi camion da 3 tonnellate per l'Ufficio della Guerra. Questi modelli erano alimentati da un motore da 32 cv (24 kW) e utilizzavano una trasmissione a catena sulle ruote posteriori. Nel 1914 inizia, seppur in piccole quantità, la produzione di autobus, consegnati alle città di West Bromwich e Newcastle upon Tyne. I primi modelli altro non erano che delle versioni modificate dei camion prodotti dall'azienda. La produzione di autobus raggiungerà il suo apice a cavallo tra gli anni '20 e gli anni '30.

### Era British Leyland e chiusura
Nel 1931 la Albion Motor Car Company è stata rinominata Albion Motors e i suoi modelli hanno iniziato a sfoggiare lo storico emblema rosso e argento. Nel 1951 l'azienda è stata acquistata dalla Leyland. La nuova proprietà ha scelto di focalizzare la produzione soprattutto sui camion, mentre l'offerta di autobus è stata gradualmente ridotta. Nel 1968, in seguito alla fusione tra la Leyland e la BMH, la Albion è entrata a far parte del gruppo British Leyland. L'anno successivo l'azienda ha acquisito una fabbrica che produceva componenti situata nelle vicinanze del suo impianto.
La nascita della British Leyland ha causato il definitivo accantonamento della Albion. Nel 1972 il marchio è stato ritirato dal mercato e i modelli prodotti nel suo impianto hanno iniziato a portare il marchio Leyland. La produzione di veicoli commerciali continuerà comunque fino al 1980, anno in cui è stata trasferita nell'impianto British Leyland di Bathgate.

### Rinascita
Nonostante la chiusura della Albion e lo spostamento della produzione nel 1980, l'impianto di Glasgow ha continuato a operare, producendo componenti per alcuni modelli prodotti dalla British Leyland. Nel 1986 quest'ultima ha cambiato nome in Gruppo Rover, che nel 1987 la sua divisione veicoli commerciali con la DAF. L'ex impianto della Albion è così passato sotto il controllo di una nuova società, la Leyland DAF.
Nel 1993 la Leyland DAF ha dichiarato bancarotta. L'impianto di Glasgow è stato allora soggetto a management buyout, che ha permesso la nascita di una nuova società, denominata Albion Automotive. Quest'ultima è stata poi acquistata nel 1998 dalla American Axle. La Albion Automotive è tuttora in attività e produce assali, trasmissioni, telai, alberi a gomito e componenti del telaio per veicoli commerciali pesanti.

## Modelli

### Automobili
- Albion 8 (1900–1904)
- Albion 12 (1900–1906)
- Albion 16 (1905–1913)
- Albion 24/30 (1906–1912)
- Albion 15 (1912–1915)

### Camion
- Albion CX22S
- Albion WD66N
- Albion WD.CX24
- Albion Chieftain (1948)
- Albion Clansman
- Albion Claymore (1954–1966)
- Albion Clydesdale
- Albion Reiver

### Autobus
- Albion Model 24 (1923–1924)
- Albion Viking 24 (1924–1932)
- Albion Valkyrie (1930–1938)
- Albion Valiant (1931–1936
- Albion Victor (1930–1939)
- Albion Venturer (1932–1939)
- Albion Valkyrie CX (1937–1950)
- Albion Venturer CX (1937–1951)
- Albion Victor FT (1947–1959)
- Albion Valiant CX (1948–1951)
- Albion Viking CX (1948–1952)
- Albion KP71NW (1951)
- Albion Nimbus (1955–1963)
- Albion Aberdonian (1957–1960)
- Albion Royal Scot (1959)
- Albion Victor VT (1959–1966)
- Albion Clydesdale (1959–1978)
- Albion Talisman TA (1959)
- Albion Lowlander (1961–1966)
- Albion Viking VK (1963–1980)
- Albion Valiant VL (1967–1972)